# ケン・ドーシー
ケネス サイモン ドーシー(1981 年 4 月 22 日- ) は、アメリカンフットボールのコーチ、元クォーターバックで、NFLのバッファロー・ビルズでオフェンスコーディネーターを務める。
マイアミ大学でカレッジフットボールをプレーし、ハイズマン賞のファイナリストとナショナル チャンピオンを 2 回獲得し、2003年のNFLドラフトの第7ラウンドでサンフランシスコ・フォーティナイナーズに指名され、その後クリーブランド・ブラウンズとCFLのトロント・アルゴノーツでプレーした。
2010年に現役を引退。2011 年から 2012 年までチームのプロ スカウトを務めた後、2013 年にコーチとなり、カロライナ・パンサーズのクォーターバックコーチを務めた。

## 少年時代
ドーシーは、カリフォルニア州オリンダのミラモンテ高校に通い、フットボールとバスケットボールのレターマンになった。フットボールでは、USAトゥデイ誌の名誉あるオールUSAセレクションに選ばれている。バスケットボールでは、2 年間のレターマンを務め、シニア時代には、1 試合平均 10.0 ポイント、8 リバウンド、5 スティールを記録した。

## 選手生活

### 大学
高校卒業当初はそれほど注目されていなかったが、やがてマイアミ大学史上最も勝利数の多いクォーターバックとなる。先発クォーターバックとして34連勝を含む38勝2敗という好成績を残した。
また、トータルオフェンス（9,486ヤード）、パスヤード（9,565ヤード）、タッチダウン（86）、パス成功（668）、パス試行（1,153）、先発クォーターバックとしての勝利（38）、先発クォーターバックの勝率（...974）、先発クォーターバックとしての勝率（...974）のキャリアレコードを作り、学校の記録を事実上塗り替えた。 その他、200ヤードパス（31）、インターセプトなしの連続パス（193）、連続タッチダウンパス（31）、1試合でのタッチダウンパス（5）。
2002年ローズボウル優勝、2003年フィエスタボウルに出場、ハリケーンズを2年連続でBCSナショナルチャンピオンシップゲームに出場させた。
2001年、ハリケーンズを12勝0敗に導き、 2002年のローズボウル（マイアミがネブラスカ大学を破った試合）の共同MVPに選ばれ、2001年のBCSナショナルチャンピオンシップで優勝した。2001 年のマイアミのチームは、史上最高かつ最も才能のあるカレッジフットボールチームの 1 つと見なされている。
ドーシーは2001、02年に最優秀攻撃選手賞を受賞、2000、01、02年の3回、ビッグ・イースト・カンファレンスのオールファーストチームに選ばれた。また、2001 年と 2002 年にハイズマン賞の最終選考に残り、2001 年、全米の大学最優秀選手に贈られるマックスウェル賞を受賞しました。
2002年、ドーシーは再びハイズマン賞の最終候補となり、マイアミを2年連続無敗のレギュラーシーズンに導き、2003年のフィエスタボウルで全米選手権に出場。しかし、マイアミは 2 倍の延長戦でオハイオ州立大学バックアイズに敗れた。この試合で、ドーシーは 296ヤード、2タッチダウン、2インターセプト。マイアミはシーズンを12勝1敗で終え、バックアイズに次ぐ2位。ドーシーは、3,369パスヤード、28タッチダウン、12インターセプトでシーズンを終えた。
ドーシーは、2013 年 4 月 11 日木曜日にマイアミのジャングル島で開催された第 45 回年次表彰式で、マイアミ大学スポーツ殿堂入りを果たした。

### 大学の成績
|            |            |    | 通過 | 通過  | 通過       | 通過   | 通過 | 通過 |
| 年         | チーム     | GP | Cmp  | 攻撃  | パーセント | ヤード | TD   | 整数 |
| ---------- | ---------- | -- | ---- | ----- | ---------- | ------ | ---- | ---- |
| 1999年     | マイアミ   | 6  | 74   | 120   | 61.7       | 807    | 10   | 2    |
| 2000年     | マイアミ   | 11 | 188  | 322   | 58.4       | 2,737  | 25   | 5    |
| 2001年     | マイアミ   | 11 | 184  | 318   | 57.9       | 2,652  | 23   | 9    |
| 2002年     | マイアミ   | 13 | 222  | 393   | 56.5       | 3,369  | 28   | 12   |
| 大学の合計 | 大学の合計 | 41 | 668  | 1,153 | 57.9       | 9,565  | 86   | 28   |

### ナショナル フットボール リーグ
| 6 ft 4+5⁄8 in (195 cm)      | 208 lb (94 kg) | 31+1⁄2 in (80 cm) | 9+3⁄4 in (25 cm) |
| All values from NFL Combine |                |                   |                  |

#### サンフランシスコ　フォーティナイナーズ
大学でのキャリアは順調だったものの、ドーシーの腕力に対する懸念もあり、 2003年のNFLドラフト7巡目、全体241位でサンフランシスコ・フォーティナイナーズに指名された。 NFLでの最初の2シーズンは9試合に出場(7 試合に先発) し、パス316回中171回を成功、1,712 ヤードと8タッチダウンで 11 回のインターセプトを記録した。2005年シーズンはティム・ラテイ、1位指名のアレックス・スミスに続く第3クォーターバックとしてシーズン開幕を迎え、ラテイのタンパベイ・バッカニアーズへのトレード後はバックアップ役となった。その後、彼は負傷したアレックス・スミスの代わりに3試合に先発出場。第11週のシアトル・シーホークス戦で、ドーシーは逆転劇を演出し、2ポイントコンバージョンで延長戦に持ち込んだ。

#### クリーブランド・ブラウンズ
2006年5月、ドーシーはフォーティナイナーズと再契約した後、 2007年NFLドラフト7巡指名権とともにクリーブランド・ブラウンズにトレードされた。ブラウンズはベテラン クォーターバック、トレント・ディルファーも獲得、トレーニング キャンプ中、ドーシーとデレク・アンダーソンは、先発のチャーリー・フライに次ぐ2番手の座を競い合った。実質的な引き分けに終わったこの戦いで、ドーシーは 2006 シーズン中、アンダーソンに次ぐ3番手のクォーターバックとなった。第17週のヒューストン・テキサンズ戦の先発に指名されたが、負傷していたチャーリー・フライが試合の数分前に交代した。フライがインターセプトとタッチダウンパスを投げなかったため、ブラウンズはテキサンズに負けた。
ブラウンズは、2007 年のNFLドラフト全体22位で、ノートルダム大学のクォーターバックであるブレイディ・クインを指名。フライ、アンダーソン、クイン、ドーシーは、2007年のNFLプレシーズン中、ブラウンズのクォーターバックのデプスチャートを争った。2007年9月1日、ブラウンズはドーシーを放出。第1週のピッツバーグ戦で敗れた後、フライはシアトルにトレードされ、ドーシーは控えとしてブラウンズと再契約を結ぶ。デレク・アンダーソンは 2007年に飛躍的なシーズンを迎え、ドーシーの出場機会はさらに減少した。
2008年11月30日、デレック・アンダーソンが負傷したため、インディアナポリス・コルツ戦に出場。3回パスを投げ、2回は失敗で、もう1回はインターセプトを喫している。
12月2日、デレク・アンダーソンが負傷者リストに入り、シーズンが終了。2008年の残りのシーズンはドーシーが先発を務めることになった。しかし、12月21日シンシナティ・ベンガルズ戦の試合中に負傷。第17週のピッツバーグ・スティーラーズ戦では、4番手のクォーターバック、ブルース・グラドコウスキーがドーシーの代わりに先発出場した。
ドーシーは 2009年2月9日にブラウンズから解雇された。

### カナディアン フットボール リーグ
2010 年 5 月 26 日、ドーシーはカナディアン フットボール リーグのトロント アルゴノーツと契約し、元マイアミ ドルフィンズのクォーターバックであるクレオ・レモンのバックアップを担当。  2011 年 5 月 3 日、ドーシーはプロ フットボール界からの引退を発表した。 

## コーチ歴

### 高校
ドーシーは、フロリダ州レイクウッド ランチにあるレイクウッド ランチ マスタング高校のフットボール チームのクォーターバックコーチを短期間務めた。 2011年4月26日、彼は近くのリバービュー高校 (フロリダ州サラソタ)のオフェンスコーディネーターに就任した。

### カロライナ・パンサーズ
2011年8 月15日、ドーシーはカロライナ・パンサーズにプロスカウトとして採用された。  2011 年のオフシーズン中、ドーシーは IMG の社員として、NFL のクォーターバックであるキャム・ニュートン、クリスチャン・ポンダー、ジョー・ウェブ、そしてワイド レシーバーのランドール・コブを育てた。  2013年1月23日、パンサーズのコーチング スタッフに移行し、ロン・リベラヘッドコーチのもとでクォーターバックコーチとして採用された。  2015シーズン、ドーシーとパンサーズは 2016 年 2 月 7 日に第50回スーパーボウルに進出。パンサーズは、24-10 のスコアでデンバー・ブロンコスに敗れた。  2018 年 1 月 9 日、ドーシーはオフェンシブ コーディネーターのマイク・シュラと共に、5シーズンを過ごしたパンサーズから解雇された。 

### フロリダ国際大学
2018年 3 月26日、ドーシーは 2018 年4月よりフロリダ国際大学のスポーツ プログラム担当のアシスタントディレクターとして雇われた。元カロライナ・パンサーズのクォーターバック、キャム・ニュートンは、「彼はFIUに新しさと火花をもたらしてくれるだろう。彼は努力家であるだけでなく、活気に満ちたキラーインスティンクトを持っている。彼は長年の実績ある勝者として知られている。」 

### バッファロー・ビルズ
2019 年 2 月 2 日、バッファロー ビルズのショーン・マクダーモットヘッドコーチのもと、クォーターバックコーチとして雇われた。 
2020年シーズン終了後、ドーシーはシアトル・シーホークスやデトロイト・ライオンズなど複数のNFLチームから、空席のオフェンシブ・コーディネーターのポジションについて打診を受けたと伝えられている。ビルズは、2021 年にドーシーをパス ゲーム コーディネーターおよびクォーターバック コーチに昇格させた。
2022年2月1日、ブライアン・ダボールがニューヨーク・ジャイアンツのヘッドコーチに就任するために退任したのに伴い、ダボールの後任としてオフェンシブ・コーディネーターに昇格した。 